# Józef Kucharski (1900–1940)
Józef Kucharski (ur. 19 lutego 1900 w Strachocinie, zm. 23–24 kwietnia 1940 w Katyniu) – polski urzędnik ubezpieczeniowy, podporucznik pospolitego ruszenia artylerii Wojska Polskiego, ofiara zbrodni katyńskiej.

## Życiorys
Urodził się 19 lutego 1900 w Strachocinie jako syn Władysława (1869–1925) i Franciszki (1871–1967) z Radwańskich, jako ich czwarte z dwunastu dzieci. Uczęszczał do C. K. Gimnazjum Męskiego w Sanoku w latach 1911–1914 (w tym czasie należał do drużyny skautowej), gdzie w 1914 ukończył III klasę, po wybuchu I wojny światowej ukończył V klasę w 1915, w 1917 ukończył klasę VI, a w roku szkolnym 1917/1918 został uznany na nieuzdolnionego w klasie VII. 5 marca 1918 został wcielony do armii Austro-Węgier, odbył przeszkolenie w szkole oficerów rezerwowych w Preszburgu, po czym skierowany z 133 pułkiem artylerii polowej na front włoski, gdzie przebywał krótkotrwale i u schyłku działań wojennych w październiku 1918 powrócił w rodzinne strony. 
5 listopada 1918 ochotniczo wstąpił do tworzonego Wojska Polskiego w niepodległym państwie. Przydzielony do 2 pułku strzelców podhalańskich walczył w wojnie polsko-ukraińskiej na linii Zagórz–Sambor, w składzie pociągu pancernego Gromobój, w tym w bitwie o Chyrów, gdzie w styczniu 1919 został wzięty przez Ukraińców do niewoli, z której uciekł. Następnie od czerwca 1919 uczestniczył w wojnie polsko-bolszewickiej w szeregach 3 pułku artylerii polowej (walki na Wołyniu, nad Styrem oraz nad Horyniem, Słuczą). Od jesieni 1919 służył w 4 pułku artylerii polowej, po czym w marcu 1920 oddelegowano go na kurs oficerów gospodarczych. W międzyczasie uczestniczył w Bitwie Warszawskiej w sierpniu 1920. Po ukończeniu kursu został przeniesiony do Dowództwa Okręgu Korpusu nr VIII w Toruniu, gdzie służył jako oficer kasowy przy 16 pułku artylerii ciężkiej. 1 grudnia 1920 został awansowany do stopnia podporucznika rezerwy artylerii ze starszeństwem z dniem 1 czerwca 1919 w korpusie oficerów artylerii. Od maja 1921 oficer gospodarczy w Szpitalu Wojskowym w Chojnicach. Na skutek demobilizacji pod koniec 1922 został zwolniony ze służby wojskowej i przeniesiony do rezerwy. W 1923, 1924 był oficerem rezerwowym 9 pułku artylerii polowej w garnizonie Biała Podlaska.
W 1922 zdał maturę. Przeniósł się do Lwowa, gdzie podjął studia na Akademii Medycyny Weterynaryjnej i wówczas był jednym z założycieli Akademickiego Koła Ziemi Sanockiej. Po dwóch latach weterynarii, w 1924 rozpoczął studia teologiczne w seminarium oo. Paulinów, w ramach których zaliczył pierwszy rok i wystąpił z nich. Powrócił do Lwowa i przez dwa lata studiował filozofię na Uniwersytecie Jana Kazimierza we Lwowie, po czym przeniósł się na Wydział Matematyczno-Przyrodniczy tej uczelni, lecz nie złożył na nim końcowych egzaminów. Podczas studiów należał do Akademickiego Koła Sanoczan (należeli do niego także m.in. Józef Stachowicz, Walerian Bętkowski, Maria Myćka, Stanisław Hroboni, Marian Strzelbicki, Julian Puzdrowski). Od 1926 pracował w Zakładzie Ubezpieczeń od Wypadków we Lwowie. W latach 1925 i 1928 jako rezerwista odbywał ćwiczenia wojskowe w 9 pułku artylerii polowej. W 1928 został przydzielony w rezerwie do 3 pułku artylerii polowej. 19 kwietnia 1931 został przeniesiony z rezerwy do pospolitego ruszenia. W 1934 jako podporucznik artylerii pospolitego ruszenia pozostawał w ewidencji Powiatowej Komendy Uzupełnień Lwów Miasto. Posiadał przydział do Oficerskiej Kadry Okręgowej Nr VI. Był wówczas przewidziany „do użycia w czasie wojny”.
W latach 30. był założycielem Oddziału Zakładu Ubezpieczeń Społecznych w Krakowie i został jego dyrektorem. Wówczas, w połowie lat 30., został przeniesiony z dyspozycji wojskowej Lwowa do Krakowa.
Po wybuchu II wojny światowej został zmobilizowany i 3 września 1939, w stopniu podporucznika, przydzielony do 5 pułku artylerii ciężkiej. Podczas kampanii wrześniowej walczył w obronie Lwowa. Po agresji ZSRR na Polskę z 17 września 1939 dzień później został aresztowany przez Sowietów. Był przetrzymywany w obozie jenieckim w Kozielsku (w tym czasie nadesłał do rodziny dwa listy: z grudnia 1939 i marca 1940). 22 kwietnia 1940 został przekazany do dyspozycji naczelnika Zarządu NKWD Obwodu Smoleńskiego – lista wywózkowa 040/2 z 20 kwietnia 1940. Między 23 a 24 kwietnia 1940 został zamordowany w Katyniu przez funkcjonariuszy Obwodowego Zarządu NKWD w Smoleńsku oraz pracowników NKWD przybyłych z Moskwy na mocy decyzji Biura Politycznego KC WKP(b) z 5 marca 1940. Ofiary tej zbrodni grzebano w bezimiennych mogiłach zbiorowych, gdzie od 28 lipca 2000 mieści się oficjalnie Polski Cmentarz Wojenny w Katyniu. W miejscu tym prowadzone były ekshumacje i prace archeologiczne, jednak Józef Kucharski nie został zidentyfikowany. W Archiwum Robla w pakiecie  0747-07, wymieniony w materiałach znalezionych przy szczątkach Feliksa Gadomskiego.

### Życie prywatne
Jego żoną była Helena (ślub w 1928), z domu Kustanowicz, z którą miał córkę Barbarę (ur. 1930). Wraz z rodziną mieszkał przy ulicy Józefa Kraszewskiego 2/15 w Krakowie. W 1940 żona i córka zostały deportowane przez Sowietów do obwodu archangielskiego. Udało im się wydostać z „nieludzkiej ziemi” z armią Andersa.
Starszy brat Józefa, Franciszek Kucharski, zginął 4 listopada 1944 biorąc udział w obronie kościoła w rodzinnej Strachocinie przed napadem sowieckich maruderów.

## Upamiętnienie

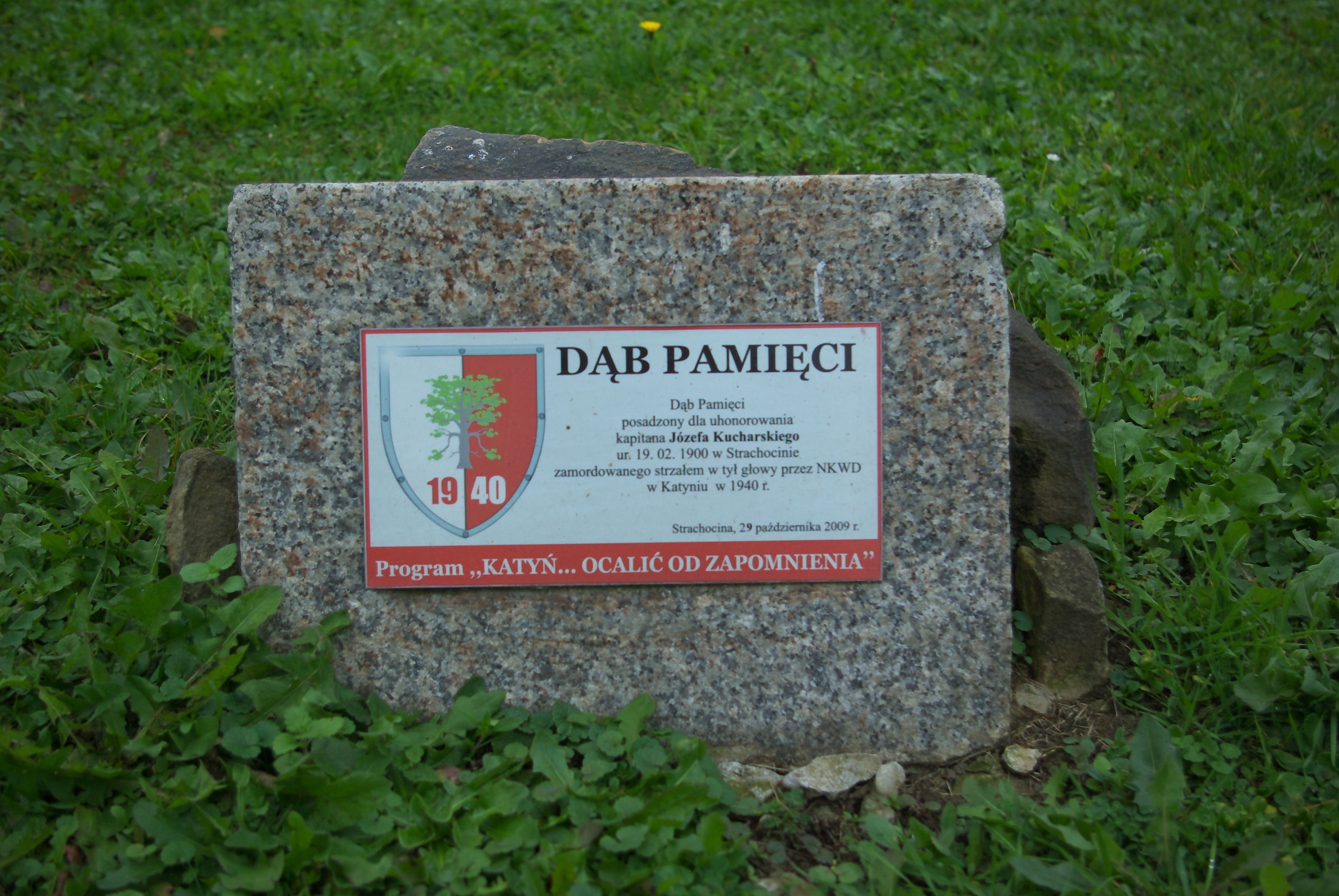
Kamień przy Dębie Pamięci honorującym Józefa Kucharskiego w Strachocinie

O jego osobie wspominał w 1958 Walerian Bętkowski w artykule pt. Wspomnienia przyrodnika (1915-1922) w ramach publikacji pt. Księga pamiątkowa Gimnazjum Męskiego w Sanoku 1888–1958.
Podczas „Jubileuszowego Zjazdu Koleżeńskiego b. Wychowanków Gimnazjum Męskiego w Sanoku w 70-lecie pierwszej Matury” 21 czerwca 1958 jego nazwisko zostało wymienione w apelu poległych w obronie Ojczyzny w latach 1939-1945 oraz na ustanowionej w budynku gimnazjum tablicy pamiątkowej poświęconej poległym i pomordowanym absolwentom gimnazjum.

W 1962 Józef Kucharski został upamiętniony na tablicy Mauzoleum Ofiar II Wojny Światowej na cmentarzu przy ul. Rymanowskiej w Sanoku. Został też wymieniony na tablicy pamiątkowej ustanowionej 3 września 1995 na fasadzie kościoła św. Katarzyny Aleksandryjskiej w Strachocinie, honorującej pochodzących ze wsi poległych i zamordowanych w latach 1914-1945.
5 października 2007 minister obrony narodowej Aleksander Szczygło mianował go pośmiertnie na stopień kapitana. Awans został ogłoszony 9 listopada 2007 w Warszawie, w trakcie uroczystości „Katyń Pamiętamy – Uczcijmy Pamięć Bohaterów”.
29 października 2009, w ramach akcji „Katyń... pamiętamy" / „Katyń... Ocalić od zapomnienia”, przy Zespole Szkół im. Ignacego Łukasiewicza w Strachocinie został zasadzony Dąb Pamięci honorujący Józefa Kucharskiego.

## Odznaczenia
- Krzyż Walecznych[15] (za udział w bitwie warszawskiej 1920)
- Medal Pamiątkowy za Wojnę 1918–1921[15]
- Odznaka Honorowa „Orlęta”
- Gwiazda Przemyśla